# 鷹尾城
鷹尾城（たかおじょう）は、兵庫県芦屋市にあった日本の城。山城部分を「鷹尾城山城」平城部分を「芦屋城」と区別していうこともある。阿波の細川澄元の畿内進出の防衛最前線基地として、細川高国が瓦林正頼に築城を命じたと言われている。

## 概要

高座の滝

標高262.1mの「城山」にある城で、すぐ後方にある名前の由来となった標高271.8m「鷹尾山」には城の遺構は確認できていない。「城山」の山頂が城の最後尾ではなかったかと思われる。
「城山」は、阪神間から有馬にいたる最短の登山道にあたり、東には奥池を水源とする芦屋川、西には「高座の滝」で名高い高座川が流れ、南で合流している。山頂にはNHK神戸放送局とサンテレビジョンの山芦屋中継局が設置されている。

## 沿革
鷹尾城は築城後よりすぐに芦屋河原の合戦の中心となり、赤松義村軍の猛攻に遭い瓦林正頼らは鷹尾城から落ち延びたが、船岡山合戦より赤松義村軍が兵を退いたのを見計らい、瓦林正頼は鷹尾城を改修するとともに越水城を築城しこれを本城とし、鷹尾城は家臣の鈴木与次郎に守らせ越水城の支城とした。その後は記録が残っていないので、越水城が廃城となった同時期に鷹尾城も廃城になったと思われる。

## 鷹尾山城と芦屋城

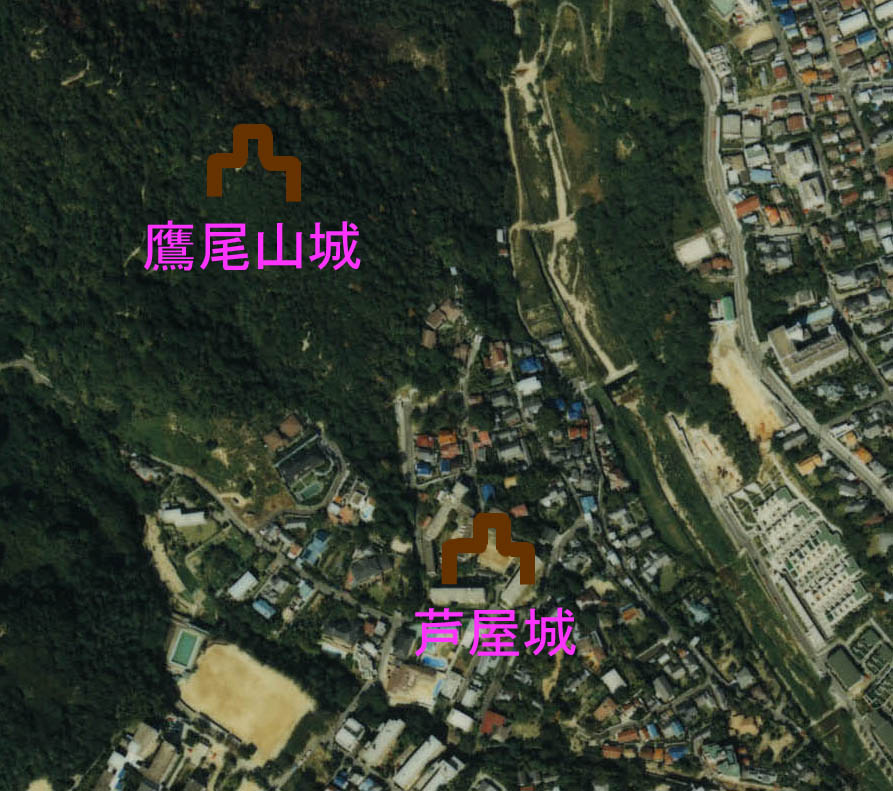
鷹尾山城、芦屋城と周辺地域の空中写真/

鷹尾城は、鷹尾山城と芦屋城の平城から成り立っていたのではないかと思われている。
山城の基本は山頂部に食料、武具を保管する建物を作り山全体を要塞化し防御に優れている反面、居住には不便である。鷹尾山城もそれにならったものであったと思われるが、山腹部に芦屋城を作り居城としていた。

### 鷹尾山城（山城）
- 芦屋市城山全体
- 山頂部の遺構…削平面、土塁、堀切、竪堀

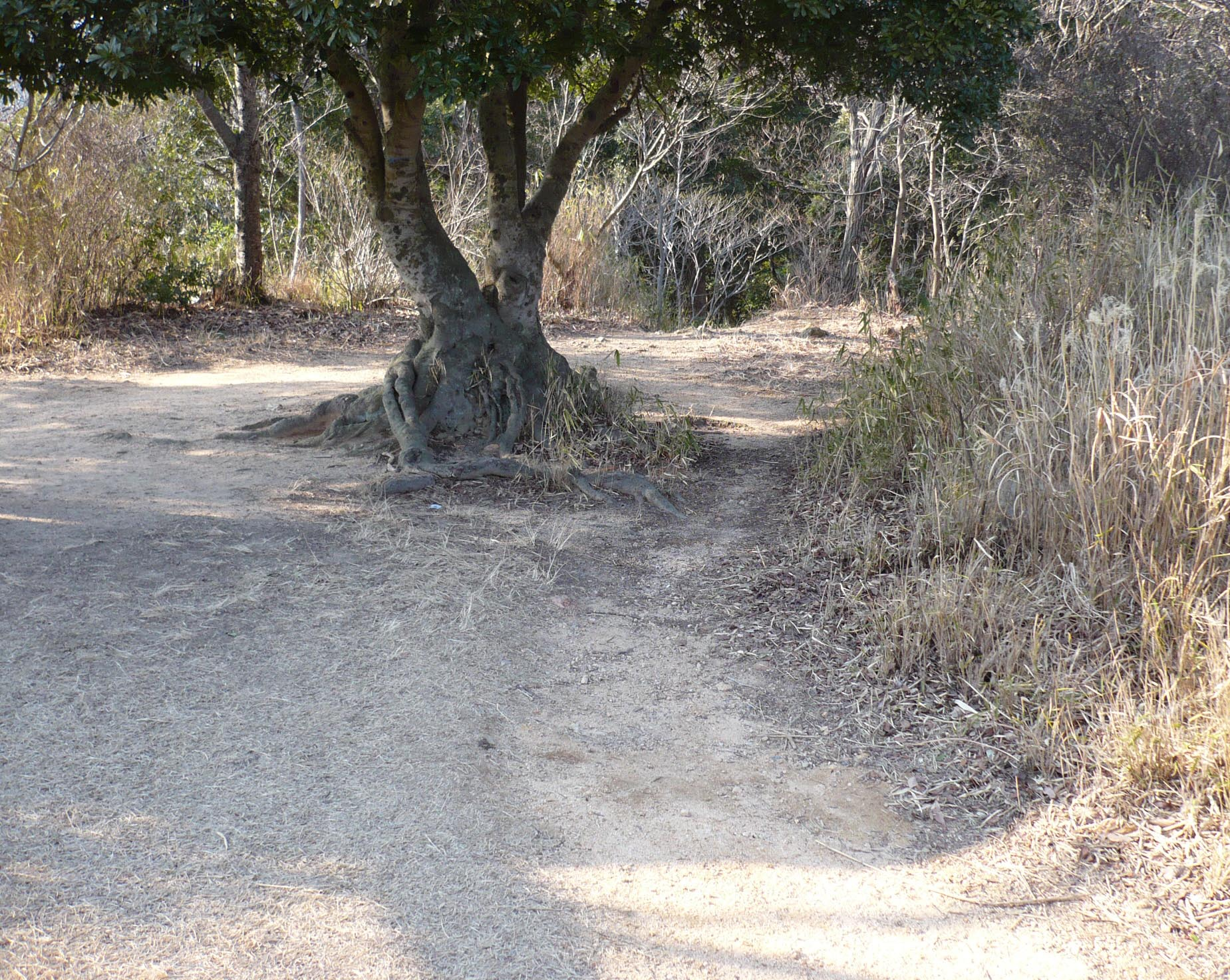
山頂部の削平面
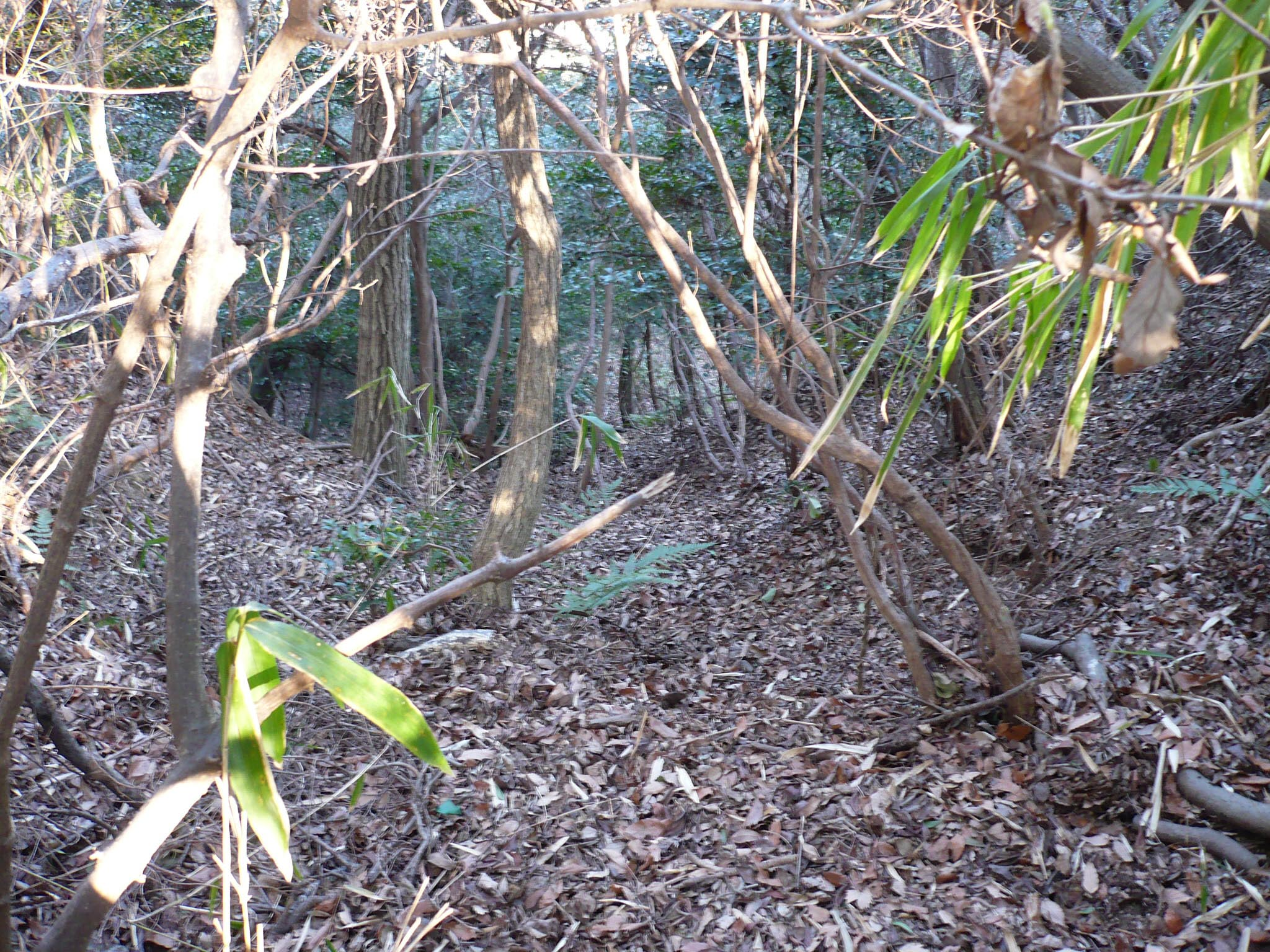
竪堀
土橋

鷹尾城とは無関係の石垣

鷹尾山城には、遺構がいくつかみうけられるが、戦時中に高射砲の観測塔の塹壕が掘られ、曲輪が不明になってしまった上に、ハイキングコースにもなっており鷹尾山城と芦屋城の連絡通路も解っていない。
また山頂付近やハイキングコースの所々に石垣が見受けられるが、これは高射砲の観測塔を支える土留めの石塁、または観測塔の建設資材運搬用の石垣で鷹尾山城とは関係がない。

### 芦屋城（平城）
- 芦屋市山芦屋町周辺
- 遺構…礎石建物跡、墳墓
- 遺物…瓦、土質灯明皿、古備前すずり鉢など

芦屋城には建物跡があることから、鷹尾山城にも何らかの建造物があった可能性がある。この2つの城を機動的に使用し敵の侵入を防ごうとしたと思われる。永正8年（1511年）7月26日の芦屋河原の合戦で「外城を攻め落とす・・・」という記録が残っており、この外城が山腹にあった芦屋城のことではなかったかと見られている。

## 鷹尾城からの眺望
山城は敵の動きを察知しやすいのが特徴であり眺望は大事な要素であるが、鷹尾城は兵庫、摂津両面の眺望が優れており、本城の越水城に情勢を伝達できる。

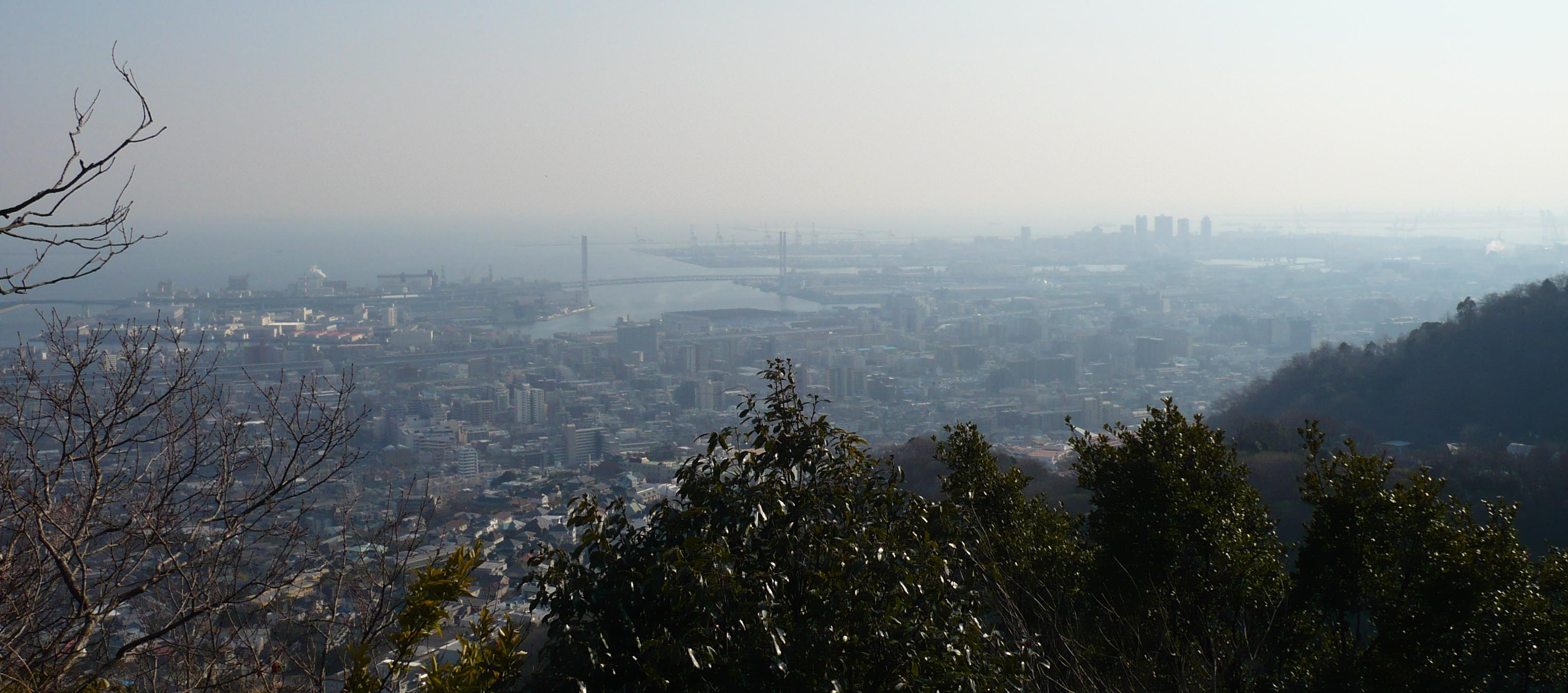
城山山頂部から兵庫方面を望む

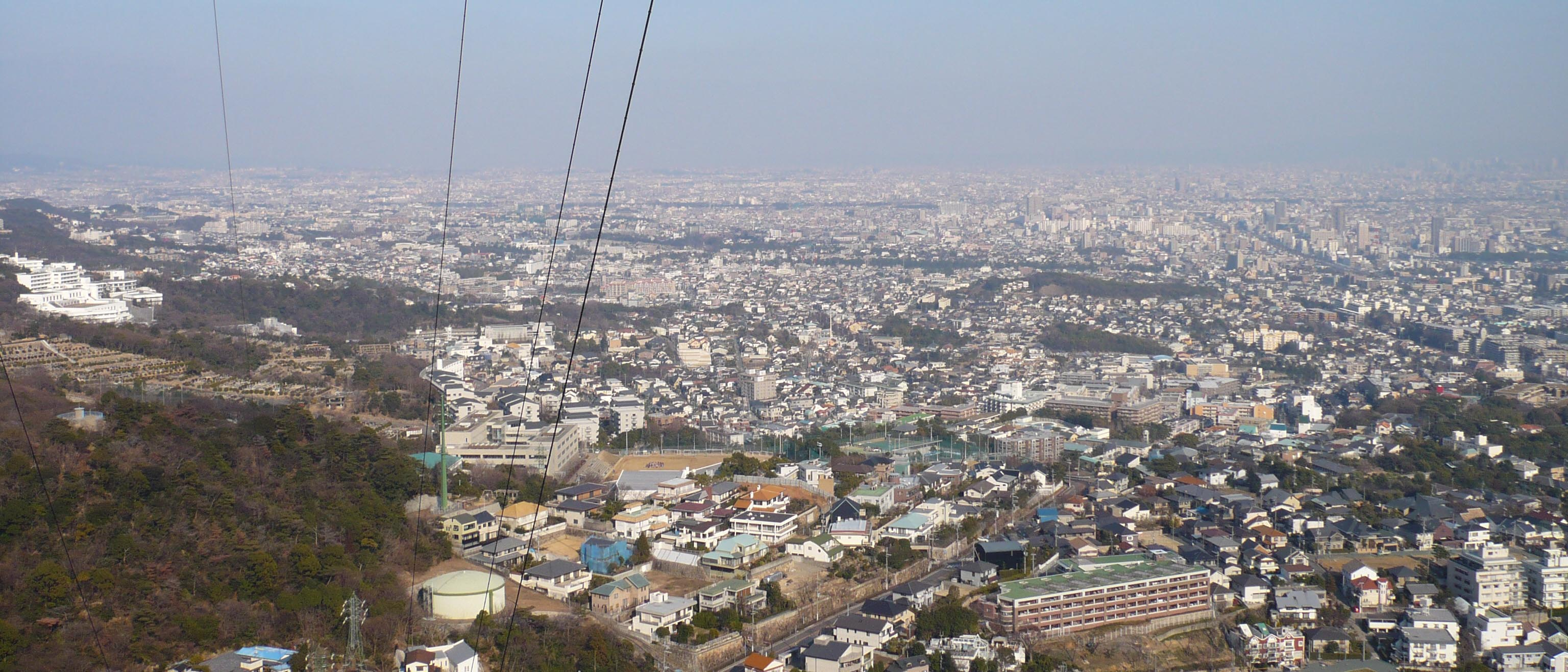
城山山頂部から摂津方面を望む

## 城跡へのアクセス
- 車でのアクセス
  - 阪神高速道路　3号神戸線　芦屋出入口　→　国道43号　→　兵庫県道344号
  - 周辺に駐車場無し
- 電車でのアクセス 
  - 阪急電車神戸線　芦屋川駅　→　登山口　徒歩15分
- 徒歩でのアクセス
  - 登山口　→　城山山頂　徒歩25分